# 不一样的天空
《不一样的天空》（英語：What's Eating Gilbert Grape）是一部1993年上映的美国成长题材剧情片，由拉塞·哈尔斯特伦执导，彼得·海吉斯担任编剧，剧本改编自海吉斯于1991年出版的同名小说。影片由強尼·戴普、朱丽叶特·刘易斯、玛丽·斯汀伯根、莱昂纳多·迪卡普里奥、约翰·C·赖利和达琳·凯茨主演。影片讲述了主人公吉尔伯特·格雷普（強尼·戴普饰演）在虚构的艾奥瓦州恩多拉镇与其功能失调的家庭共同生活的故事。
本片于1993年12月17日上映，上映后获得普遍好评，其中约翰尼·德普与莱昂纳多·迪卡普里奥的表演尤为受到赞誉。年仅19岁的迪卡普里奥凭借本片首次获得奥斯卡最佳男配角奖和金球奖最佳男配角奖提名。